# The Hindu Times
"The Hindu Times" é o décimo nono single da banda britânica Oasis e primeiro do seu quinto álbum Heathen Chemistry de 2002.

## Lista de faixas
- CD RKIDSCD 23

1. "The Hindu Times" - 3:53
2. "Just Getting Older" - 3:17
3. "Idler's Dream" - 2:57

- 7" RKID 23

1. "The Hindu Times" - 3:53
2. "Just Getting Older" - 3:17

- 12" RKID 23T

1. "The Hindu Times" - 3:53
2. "Just Getting Older" - 3:17
3. "Idler's Dream" - 2:57

- DVD RKIDSDVD 23

1. "The Hindu Times" - 3:53
2. "The Hindu Times" (demo) - 4:32
3. 10 Minutes Of Noise And Confusion - Pt One - 9:26

## Paradas musicais
| País/Parada (2002)                            | Melhor posição |
| --------------------------------------------- | -------------- |
| Austrália (ARIA)                              | 22             |
| Áustria (Ö3 Austria Top 75)                   | 29             |
| Bélgica (Ultratip Bubbling Under de Flandres) | 15             |
| Bélgica (Ultratip Bubbling Under da Valônia)  | 11             |
| Canadá (Nielsen SoundScan)                    | 1              |
| Dinamarca (Hitlisten)                         | 7              |
| Europa (Eurochart Hot 100)                    | 3              |
| Finlândia (Suomen virallinen lista)           | 5              |
| França (SNEP)                                 | 84             |
| Alemanha (Offizielle Deutsche Charts)         | 30             |
| Grécia (IFPI)                                 | 31             |
| Hungria (Single Top 40)                       | 20             |
| Irlanda (IRMA)                                | 2              |
| Itália (FIMI)                                 | 1              |
| Países Baixos (Single Top 100)                | 47             |
| Nova Zelândia (Recorded Music NZ)             | 47             |
| Noruega (VG-lista)                            | 3              |
| Escócia (Scottish Singles Chart)              | 1              |
| Espanha (PROMUSICAE)                          | 2              |
| Suécia (Sverigetopplistan)                    | 13             |
| Suíça (Schweizer Hitparade)                   | 15             |
| Reino Unido (UK Singles Chart)                | 1              |

## Certificações
| Região                                                                                             | Certificação | Vendas   |
| -------------------------------------------------------------------------------------------------- | ------------ | -------- |
| Reino Unido (BPI)                                                                                  | Prata        | 200,000^ |
| *números de vendas baseados somente na certificação ^distribuições baseadas apenas na certificação |              |          |